# Косолистник яскравий
Косолистник яскравий (Plagiothecium laetum) — вид мохів порядку гіпнобрієвих (Hypnales).

## Поширення
Ареал охоплює такі частини світу: Європа, Північна Америка, Азія.
Населяє хвойні породи на трухлявих колодах, пні, основи дерев, гумус, ґрунт, валуни та скелі; на висотах від 100 до 3100 метрів.

## Характеристика
Рослини в щільних килимках, світло-зелені до жовтуватих, глянцеві. Стебла до 2 см, 1–3(4) мм завширшки, лежачі. Листки випростані чи розпростерті, видовжено-яйцюваті або яйцювато-ланцетні, асиметричні, плоскі, часто злегка хвилясті, 0.7–2.6 × 0.3–1.2 мм; краї плоскі чи часто вузько загнуті майже до вершини, цілі чи іноді з кількома зубцями на вершині; верхівка тонко-загострена, не різко звужена. Спеціалізоване нестатеве розмноження зазвичай представлене пропагулою. Вид автоїчний, зазвичай плодоносить. Коробочкові ніжки від оранжево-коричневого до червоного, 1–1.6 см, прямі чи вигнуті. Коробочка у зрілому стані від світло-коричневої до оранжево-коричневої, від прямої до дугастої, 0.5–2 × 0.4–0.7 мм, гладка, коли суха, або рідко зморшкувата на шийці, коли дугаста. Спори 9–14 мкм.